# Вейцман, Эяль
Эяль Вейцман (ивр. איל ויצמן‎; род. 1970, Хайфа) — израильский архитектор, политический активист и исследователь, основатель организации «Forensic Architecture». Входил в совет директоров израильской леворадикальной организации «Бецелем». Известен своей поддержкой движения за бойкот, деинвестирование и санкции против Израиля (BDS) и обвинениями Израиля в апартеиде.

## Ранние годы и образование
Эяль Вейцман родился в 1970 году в Хайфе, Израиль. В связи со своими вглядами Вейцман отказался от прохождения службы в Армии обороны Израиля. Решив изучать архитектуру за рубежом, он поступил в Архитектурную ассоциацию в Лондоне, где получил степень бакалавра. Позже он защитил докторскую диссертацию в Биркбек-колледже. Во время учёбы Вейцман осмысливал постструктурализм, читая труды французского философа Жиля Делёза и его коллеги-психиатра Феликса Гваттари.
Позже Эяль Вейцман занимался разработкой декораций для театра и оперы, а также провёл ремонт музея в Тель-Авиве.

## Политический активизм
С начала 2000-х годов Эяль Вейцман активно занимался политическим активизмом и критикой израильской политики в палестино-израильском конфликте.

### Сотрудничество с «Бецелем»
Одной из ключевых организаций, с которой Вейцман сотрудничал, была израильская леворадикальная организация «Бецелем», в совет директоров которой он входил. Вейцман участвовал в составлении отчёта организации под названием «Захват земли» (2002), критикующего израильские поселения на Западном берегу реки Иордан.

### Активизм в рамках BDS
Вейцман также известен своей поддержкой движения за бойкот, деинвестирование и санкции против Израиля (BDS). В различных интервью и публичных выступлениях он подчёркивал, что рассматривает бойкот как важный способ оказания давления на Израиль. В частности, в 2022 году он подписал письмо, выступавшее против криминализации в Германии бойкота Израиля и призвавшее бойкотировать берлинский музыкальный фестиваль из-за участия в нём израильских музыкантов.

### Обвинения Израиля в апартеиде
Сочетая обвинения Израиля в апартеиде с архитектурной терминологией, в 2017 году Вейцман изобрёл концепцию «вертикального апартеида», а в 2022 году — обвинил Израиль в «пространственном апартеиде». Вейцман обвиняет израильскую архитектуру и архитекторов в нарушениях прав человека и военных преступлениях.
Вейцман называл израильские меры безопасности методами «жестокого апартеида», «изоляции» и «контроля», частичную блокаду сектора Газа — «карающей осадой», а палестинский терроризм, в том числе нападения с использованием ножей — «отчаянными, всё более лично обусловленными вооружёнными действиями», которые, по его выражению, «жестоко подавляются».

## Forensic Architecture
В 2010 году Эяль Вейцман с помощью гранта от Европейского исследовательского совета основал организацию «Forensic Architecture» (англ. «Судебная архитектура»), базирующуюся в Голдсмитс-колледже. Организация существует за счёт грантов и университетского финансирования; большинство её персонала являются архитекторами по образованию.
Считая форензику «репрессивным инструментом», Вейцман стал разрабатывать «контрфорензику», чтобы, по его выражению, «превратить логику из системы в инструмент <…> угнетённых». Forensic Architecture использует методы архитектурного и пространственного анализа для создания цифровых реконструкций инцидентов, связанных с конфликтами и предполагаемыми нарушениями прав человека. Они строят 3D-модели на основании данных из открытых источников (включая видеозаписи, спутниковые изображения и свидетельские показания). Вейцман заявляет, что часто компонует фрагменты так, чтобы рассказать историю, которая «разворачивается между изображениями, а не на изображениях». Его организация отказывается проводить черту между расследованием и искусством.
Методы организации неоднократно расценивались как спорные в связи с применением, по оценке критиков, 3D-моделей в неуместном контексте, неточностями, использованием вымысла наряду с фактами при создании «реконструкций», эксплуатацией «промывающих мозги» свойств медиаконтента, нарушением собственных принципов, противоречивым взглядом на «постправду», эксплуатацией человеческих травм. NGO Monitor указывает, что Forensic Architecture сотрудничает со спорными группами (включая Al-Haq, связанный с Народным фронтом освобождения Палестины, НФОП), и критикует расследование Forensic Architecture для Amnesty International об операции «Литой свинец» как политически ангажированное и неполное.
Организация последовательно обвиняет Израиль в «апартеиде», «геноциде», «этнической чистке», «коллективном наказании» и «военных преступлениях». В экспозиции выставки Forensic Architecture в 2021 году в галерее искусства Уитворт утверждалось, что исследуется «воздействие израильских вооруженных сил на окружающую среду», и что в связи с их действиями «от слезоточивого газа, облаков от взрыва, химического оружия... задыхаются в целых кварталах, а загрязнение воздуха нацеливается на маргинализированные слои населения». Отмечался антиизраильский характер выставки и игнорирование ей контекста конфликта, в частности, отсутствие упоминаний о воюющей с Израилем исламистской группировке ХАМАС. Британские юристы за Израиль сочли выставку подстрекательской по отношению к евреям. Вейцман, однако, отверг обинения в антисемитизме.

## «Деколонизация архитектуры»
Эяль Вейцман играет важную роль в арт-резиденции «Деколонизация архитектуры» (в которой расположена и его собственная архитектурная студия), расположенной в Бейт-Сахуре, на территории частично признанного Государства Палестина. «Деколонизация архитектуры», в частности, проводит «коллективное обучение» в пространствах, которые называет «структурами господства». Эти «структуры господства» включают в себя эвакуированные военные базы, лагеря беженцев, недостроенные израильские правительственные здания и остатки разрушенных деревень на Западном берегу.

## Награды
Вейцман получил Премию имени Джеймса Стерлинга за лучшую лекцию в 2006—2007 годах. В 2010 году он стал лауреатом Премии принца Клауса в области архитектуры от Арт-резиденции «Деколонизация архитектуры».

### Комментарии
1. ↑  Народный фронт освобождения Палестины признан террористической организацией в Европейском союзе, Израиле, Канаде, США и Японии.
2. ↑  ХАМАС признан террористической организацией Европейским союзом, Организацией американских государств и властями Аргентины, Австралии, Великобритании, Израиля, Канады, Новой Зеландии, Парагвая, США и Японии. Его деятельность также запрещена в Иордании и Египте.